# Quốc lộ 91 (Ba Lan)

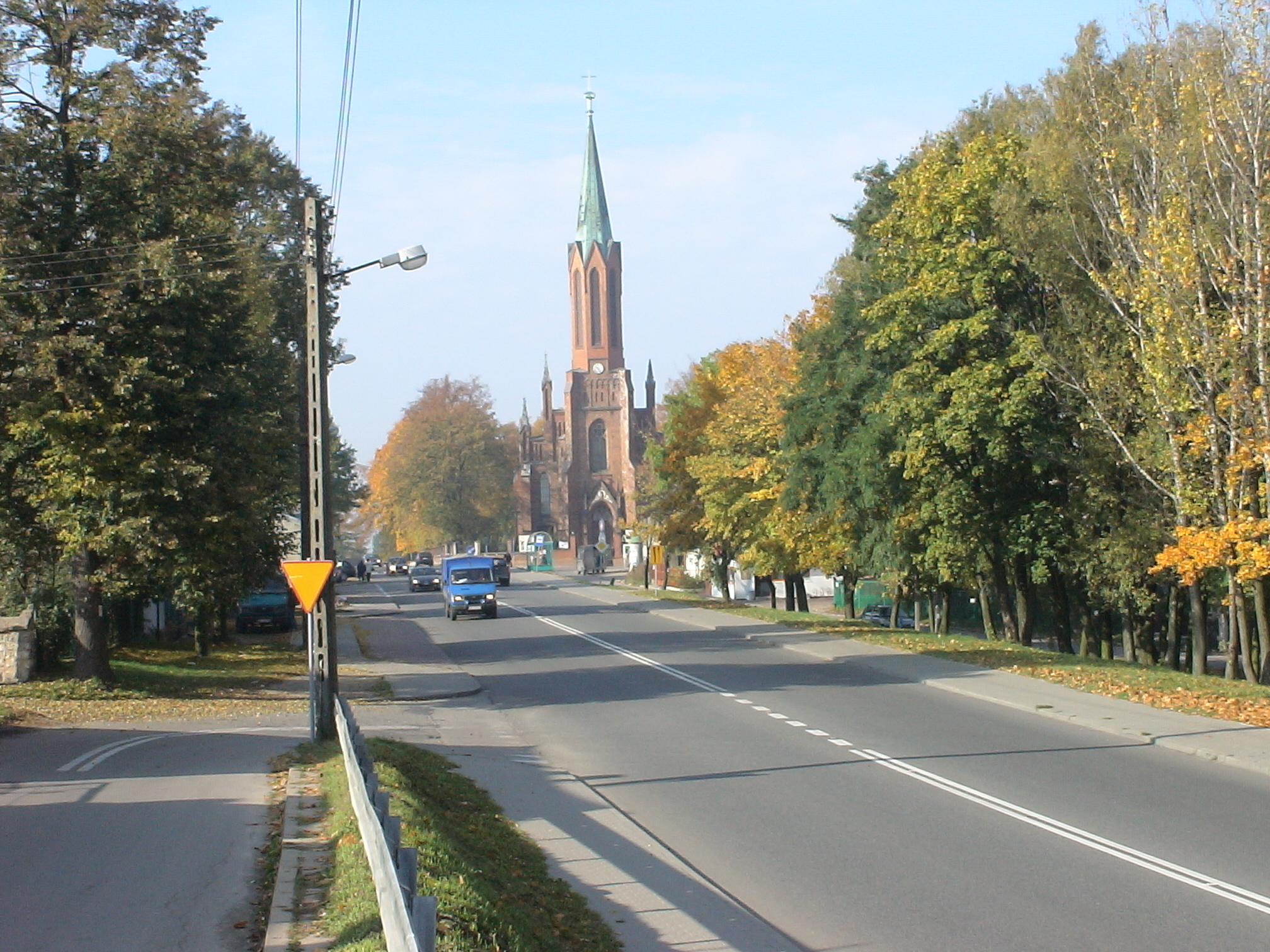
Quốc lộ 91 ở Rędziny

Quốc lộ 91 (dịch từ tiếng Ba Lan là quốc lộ 91) là một tuyến đường thuộc mạng lưới đường quốc lộ Ba Lan. Nó chạy từ cảng biển ở Gdańsk đến Częstochowa, và đi qua Pomeranian, Kuyavian-Pomeranian, Łódź và Silesian Voivodeships.
Quốc lộ 91 là đường thay thế cho đường cao tốc A1 (thu phí một phần). Như vậy, nó chạy song song với:
- đoạn đường cao tốc A1 hiện tại từ lối ra "Rusocin" đến Piotrków Trybunalski,[1]
- đường hai chiều (một phần của quốc lộ 1) giữa Piotrków Trybunalski và Częstochowa được xây dựng vào những năm 1970, hiện đang được xây dựng lại theo tiêu chuẩn đường cao tốc.

## Các thành phố lớn thông qua các tuyến đường
- Rusocin (kết nối với A1, S6 và quốc lộ 1)
- Tczew
- Świecie
- Chạy
- Łódź (quốc lộ 14, quốc lộ 72)
- Piotrków Trybunalski (quốc lộ 8, quốc lộ 12, voivodeship 716)
- Kamieńsk (đường voivodeship 484)
- Radomsko (quốc lộ 42, đường voivodeship 784)
- Częstochowa (quốc lộ 1, quốc lộ 46, voivodeship 786)

## Kế hoạch lộ trình
| km   | Biểu tượng | Tên                                                              | Đường giao nhau |
| ---- | ---------- | ---------------------------------------------------------------- | --------------- |
| 0    |            | Ngã tư ở Rusocin                                                 |                 |
| x    |            | Băng qua đường sắt ở Pszczółki                                   | —               |
| x    |            | Băng qua đường sắt ở Tczew                                       | —               |
| 21   |            | Tczew                                                            |                 |
| x    |            | Trạm xăng ở Tczew                                                | —               |
| 26   |            | Czarlin                                                          |                 |
| 28   |            | Narkowy                                                          |                 |
| x    |            | Băng qua đường sắt ở Subkowy                                     | —               |
| 42   |            | Rudno                                                            |                 |
| 50   |            | Cierzpice                                                        |                 |
| 53   |            | Gniew                                                            |                 |
| x    |            | Gniew                                                            |                 |
| 63   |            | Rakowiec                                                         |                 |
| 65   |            | Mała Karczma                                                     |                 |
| 67   |            | Kolonia Ostrowicka                                               |                 |
| 71   |            | Pieniążkowo                                                      |                 |
| 77   |            | Nowe                                                             |                 |
| 87   |            | Warlubie                                                         |                 |
| 96   |            | Fletnowo                                                         |                 |
| 97   |            | Dolna Grupa                                                      |                 |
| x    |            | Đường hầm dưới đường sắt № 208                                   | —               |
| 97   |            | Dolna Grupa                                                      |                 |
| 103  |            | Nowe Marzy                                                       |                 |
|      |            | Świecie                                                          |                 |
|      |            | Chełmno                                                          |                 |
|      |            | Chełmno                                                          |                 |
|      |            | Stolno                                                           |                 |
|      |            | Kończewice                                                       |                 |
|      |            | Grzywna                                                          |                 |
|      |            | Ostaszewo                                                        |                 |
|      |            | Łysomice                                                         |                 |
|      |            | Toruń                                                            |                 |
|      |            | Toruń                                                            |                 |
|      |            | Toruń                                                            |                 |
|      |            | Toruń                                                            |                 |
|      |            | Toruń                                                            |                 |
|      |            | Toruń                                                            |                 |
|      |            | Toruń Czerniewice                                                |                 |
| x    | x          | Kết thúc phần Rusocin - Toruń Bắt đầu phần Głuchów - Częstochowa | X               |
| 0    |            | Głuchów                                                          |                 |
| 13   |            | Piotrków Trybunalski                                             |                 |
| 17   |            | Piotrków Trybunalski                                             |                 |
| 22   |            | Sulejowskie roundabout in Piotrków Trybunalski                   |                 |
| 50   |            | Kamieńsk                                                         |                 |
| 65   |            | Radomsko                                                         |                 |
| 65,5 |            | Radomsko                                                         |                 |
| 68   |            | Radomsko                                                         |                 |
| 71   |            | Cầu bắc qua sông Warta                                           | —               |
| 99   |            | Częstochowa                                                      |                 |
| 102  |            | Częstochowa                                                      |                 |
| 104  |            | Ngã tư Trzech Krzyży ở Częstochowa                               |                 |